# RBS15
Der RBS15 (Robotsystem 15) ist ein schwerer Antischiffsflugkörper, der von dem schwedischen Hersteller Saab Dynamics (ehemals Saab Bofors Dynamics) entwickelt und produziert wird. 1979 bekam der Rüstungshersteller Bofors von der schwedischen Marine einen Entwicklungsauftrag für einen neuen Seezielflugkörper, aus dem der RBS15 hervorging. Mitte der 1980er-Jahre konnte das System in Schweden eingeführt werden. Die seit 2011 ausgelieferte landzielfähige Version RBS15 Mk3 produziert Saab gemeinsam mit dem deutschen Unternehmen Diehl Defence.

## Technik
Der Seezielflugkörper kann sowohl von Schiffen als auch von Flugzeugen und Lastkraftwagen gestartet werden. Die zylindrische Waffe besitzt einen Ku-Band-Radarsucher in der Nase und eine dahinter liegende Sektion für Flugsteuerung und Navigation. Der Flug zum Ziel erfolgt dabei mit Hilfe von Trägheitsnavigation, wobei Ziel-Updates während des Marschfluges von der Startplattform zum Flugkörper gesendet werden können. Ab der Version Mark 3 kann auch mit Hilfe des Global Positioning System navigiert werden. Mittels programmierter Wegpunkte könnten Kurs und Flughöhe mehrfach verändert werden, um Ziele aus jedem Winkel anzugreifen. Dabei können auch mehrere Flugkörper so programmiert werden, dass diese auf unterschiedlichen Flugpfaden zur gleichen Zeit am Ziel ankommen, um dessen Verteidigungssysteme durch Salvenangriffe zu überlasten. Der Endanflug erfolgt mit aktiver Radarzielsuche dicht über der Wasseroberfläche, alternativ ist Home-on-Jam möglich. Um das Abfangen durch gegnerische Nahbereichsverteidigungssysteme zu erschweren, vollführt der RBS15 Ausweichmanöver im Endanflug. Wenn der Sucher dabei das Ziel verliert, wird die Zielposition nach dem letzten bekannten Bewegungsvektor errechnet (engl. memory tracking). Hinter der Elektroniksektion folgt der 200 kg schwere Gefechtskopf, an den sich die Antriebssektion anschließt. Beim Start vom Boden aus werden dazu zwei Boosterraketen links und rechts am Rumpf angebracht, um den Flugkörper auf Mach 0,7 zu beschleunigen und so schneller auf Marschgeschwindigkeit und -höhe zu bringen. Beim Start von Flugzeugen aus sind die Booster unnötig. Der Marschflug erfolgt mittels eines TRI 60 Turbojettriebwerks von Safran Microturbo mit 3,73 kN Schub. Der Treibstoff ist dabei ebenfalls im Heck untergebracht.

## Versionen

### Mk1
Erste Version mit 790 kg Abflugmasse (etwa 600 kg ohne Booster) und einer Reichweite von 70+ km. Die Unterversion RBS15F kann aus der Luft gestartet werden. Einführung ab 1989. Verwendet den 9GR400-Radarsucher. Dieser kann um ±30° in Azimut und ±15° in Elevation geschwenkt werden und besitzt eine Pulsleistung von 65–100 kW. Die Impulsdauer liegt bei 0,2–1 Mikrosekunden, mit einer wechselnden Impulsfolgefrequenz von 1000 bis 4000 Impulse pro Sekunde. Das Gewicht des panzerbrechenden Gefechtskopfes mit Splitterwirkung (englisch semi-armor-piercing high-explosive, SAPHE) beträgt etwa 200 kg.

### Mk2
Stark überarbeitete Version. Die auf 800 kg erhöhte Abflugmasse und ein neuer Turbojet steigern die Reichweite auf 150 km. Das Navigationssystem wurde verbessert und erlaubt nun auch 90°-Kursänderungen im Endanflug. Zusätzlich wurde ein neuer SAPHE-Gefechtskopf mit etwa 250 kg eingerüstet. Der Produktionsvertrag wurde im Mai 1994 unterzeichnet, die Einführung erfolgte ab 1998.

### Mk3

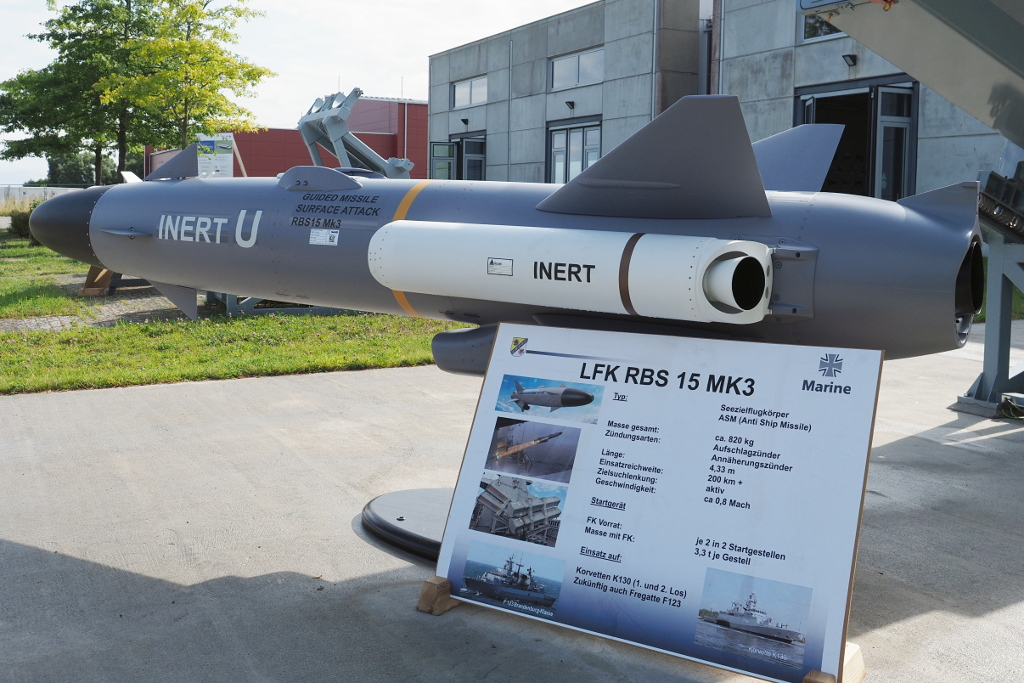
RBS 15 Mk3

Wurde auf der IMDEX im März 1995 zum ersten Mal der Öffentlichkeit vorgestellt und ab 1997 entwickelt, um die Stealth-Eigenschaften und Manövrierfähigkeit zu verbessern. Dazu wurde die Radar- und Infrarotsignatur reduziert und ein Low Probability of Intercept Radar eingebaut. Dieses arbeitet als frequenzmoduliertes Dauerstrichradar im Milliwatt-Bereich. Die Sendeleistung wird dabei stetig reduziert, je weiter sich die Waffe dem Ziel nähert, um konventionelle Radarwarnempfänger zu neutralisieren. Die Reichweite wurde durch den neuen TR 60-5 Turbojet, die Wahl des dichteren JP-10-Treibstoffes und die auf 805 kg erhöhte Abflugmasse auf über 200 km gesteigert. Schätzungen gehen von bis zu 250 km Reichweite aus. Die Waffe kann durch den eingebauten GPS-Empfänger auch gegen Landziele eingesetzt werden. Das Navigationssystem wurde digitalisiert und erlaubt nun auch gescheiterte Angriffe zu wiederholen (englisch re-attack). Durch den neuen Höhenmesser können Tiefflüge abhängig vom Seegang in bis zu 2 Metern über dem Boden geflogen werden. Die Manövrierfähigkeit konnte auf 8 g erhöht werden.

### Mk4
Befindet sich momentan in der Entwicklung, als Zusammenarbeit zwischen Deutschland und Schweden. Der Flugkörper wird wahrscheinlich einen Radar-Infrarot-Dualsucher erhalten. Der LPI-Betriebsmodus soll dabei durch größere Frequenzspreizung verbessert werden. Zusätzlich soll die Orientierung durch Geländefolgenavigation verbessert werden, wenn der GPS-Empfang gestört oder verfälscht wird. Parallel dazu sollen mit Hilfe des Radar- und Infrarotsensors charakteristische Punkte zur Navigationsstützung genutzt werden. Vermutlich wird auch ein Zwei-Wege-Datenlink eingebaut. Dabei soll auch der gegen Schiffe optimierte Splitter-/Sprenggefechtskopf durch einen 200-kg-Mehrzweck-Gefechtskopf ersetzt werden. Die Reichweite soll auf etwa 400 km steigen.

## Nutzer

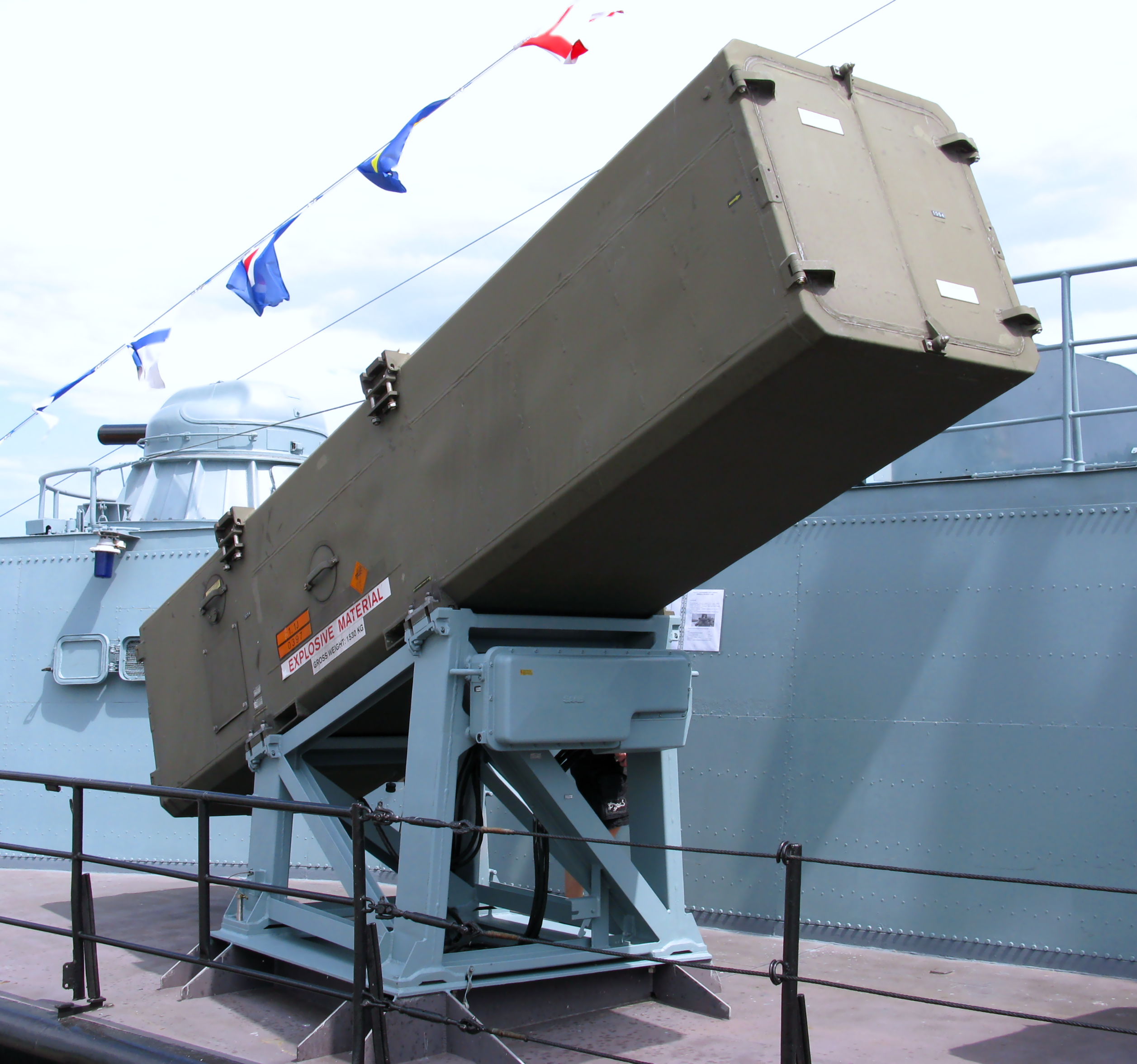
Startbehälter eines RBS15-Mk2-Flugkörpers

- Algerien: 75 RBS15-Mk3 für die Fregatten der MEKO-200-Klasse.[8]
- Deutschland: Die deutsche Marine setzt die Mk3-Version auf den Korvetten der Braunschweig-Klasse ein. 2011 wurden die ersten Flugkörper ausgeliefert. Nach zwei Fehlschüssen 2013 und Nachbesserungen der Industrie[9] war die Einsatzprüfung im April 2015 erfolgreich. 2015 verfügte die Marine über 25 Gefechtsflugkörper und 4 Telemetrieflugkörper für ihre 5 Korvetten.[10] Im September 2020 wurde ein Beschluss über die Beschaffung von weiteren 75 Flugkörpern gefasst.[11] Der Rahmenvertrag sieht insgesamt bis zu 160 Exemplare vor.[11]
- Finnland: Die finnische Marine setzt RBS15SF (Mk2, Bezeichnung MTO 85) und RBS15SF-3 (Mk3, Bezeichnung MTO85M) ein. Startplattformen sind die Korvetten der Rauma- und Hamina-Klasse sowie Lkw von Sisu Auto. Insgesamt wurden 228 Flugkörper beschafft.[8]
- Kroatien: Die kroatische Marine setzt RBS15M von Tatra-Lkw und Korvetten aus ein. Es wurden 56 Flugkörper beschafft.[8]
- Polen: Die polnische Marine verwendet die Version Mk3 auf Schnellbooten der Orkan-Klasse. Insgesamt wurden 44 Flugkörper beschafft.[8]
- Schweden: Die schwedische Marine setzt das RBS15-System auf der Stockholm-Klasse, der Göteborg-Klasse sowie auf den neuen Stealth-Korvetten der Visby-Klasse ein. Zur Küstenverteidigung werden Flugkörper von Volvo-Lkw aus gestartet. Die Saab JAS-39 Gripen kann dabei auch Luft-Boden-Einsätze mit dem Seezielflugkörper fliegen.
- Thailand: Für den Einsatz mit dem Saab JAS-39 Gripen der thailändischen Luftstreitkräfte. Es wurden 25 Flugkörper beschafft.[8]